# 豊永勝元
豊永 勝元（とよなが かつもと）は、戦国時代から江戸時代前期にかけての武将。長宗我部氏の家臣。

## 略歴
豊永氏は阿波小笠原氏の支流。土佐国長岡郡豊永の国人。
天文20年（1551年）、豊永清久の子として誕生。
勝元は、父の代に降った長宗我部元親に仕える。元親の阿波国侵攻に際しては、阿波国の国人を篭絡して戦果を挙げた。のちに代官や奉行、中村為松城主なども務めている。慶長5年（1600年）関ヶ原の戦い後、浪人した。大坂の陣で、長宗我部盛親とともに戦った。のち消息はよくわかっていないが、寛永14年（1637年）に死去したといわれている。